# Fogo Island (eiland)
Fogo Island is een eiland van 237 km² in de Canadese provincie Newfoundland en Labrador. Het is het grootste eiland voor de noordkust van Newfoundland en telt zo'n 2100 inwoners. Fogo Island maakt in zijn volledigheid deel uit van de gemeente met dezelfde naam.

## Geografie
Het eiland ligt net ten oosten van Change-eilanden, een kleine eilandengroep die net als Fogo Island tot de Kittiwake Coast gerekend wordt. In het noorden telt Fogo Island met Deep Bay en Shoal Bay twee diep ingesneden baaien, met daarnaast onder meer de iets kleinere Joe Batt's Arm. Fogo Island wordt in het zuiden van Newfoundland gescheiden door de Sir Charles Hamilton Sound. Het meest zuidwestelijke punt van het eiland – nabij Stag Harbour – ligt het dichtst bij het 'vasteland' van Newfoundland. De afstand van daar tot aan de verder westwaarts gelegen kaap van het schiereiland Port Albert bedraagt 11 km.
Het eiland is erg rotsachtig en heeft bijgevolg begroeiing die vrijwel uitsluitend bestaat uit grassen en mossen. Een bekende berg is het aan de rand van Fogo gelegen Brimstone Head.

### Plaatsen
Fogo Island telt verschillende dorpen en gehuchten die allen langsheen de kust verspreid liggen. Sinds 2011 behoren al deze plaatsen integraal tot de gemeente Fogo Island. Het grootste dorp is Fogo, dat zo'n 650 inwoners telt en tot in 2011 een zelfstandige gemeente was. Andere gemeenten die in 2011 mede fuseerden zijn Tilting, Seldom-Little Seldom en Joe Batt's Arm-Barr'd Islands-Shoal Bay, waarvan de laatste twee reeds fusiegemeenten waren. Dorpen die tot aan de samensmelting gemeentevrij waren, zijn Stag Harbour, Deep Bay en Island Harbour.

## Bereikbaarheid
Nabij het zuidwestelijke plaatsje Stag Harbour is een ferryterminal van waar dagelijks meerdere veerboten naar zowel Change Island als naar de haven van Port Albert (op Newfoundland) varen. De tocht naar Change Island (6 km) duurt 20 minuten, die naar Newfoundland zelf (13 km) duurt 45 minuten of anderhalf uur, naargelang het een directe verbinding of tocht met tussenstop betreft.

## Erkenning
In 2007 duidde de Canadese publieke omroep CBC het eiland aan als een van de "zeven wonderen van Newfoundland en Labrador".

## Galerij

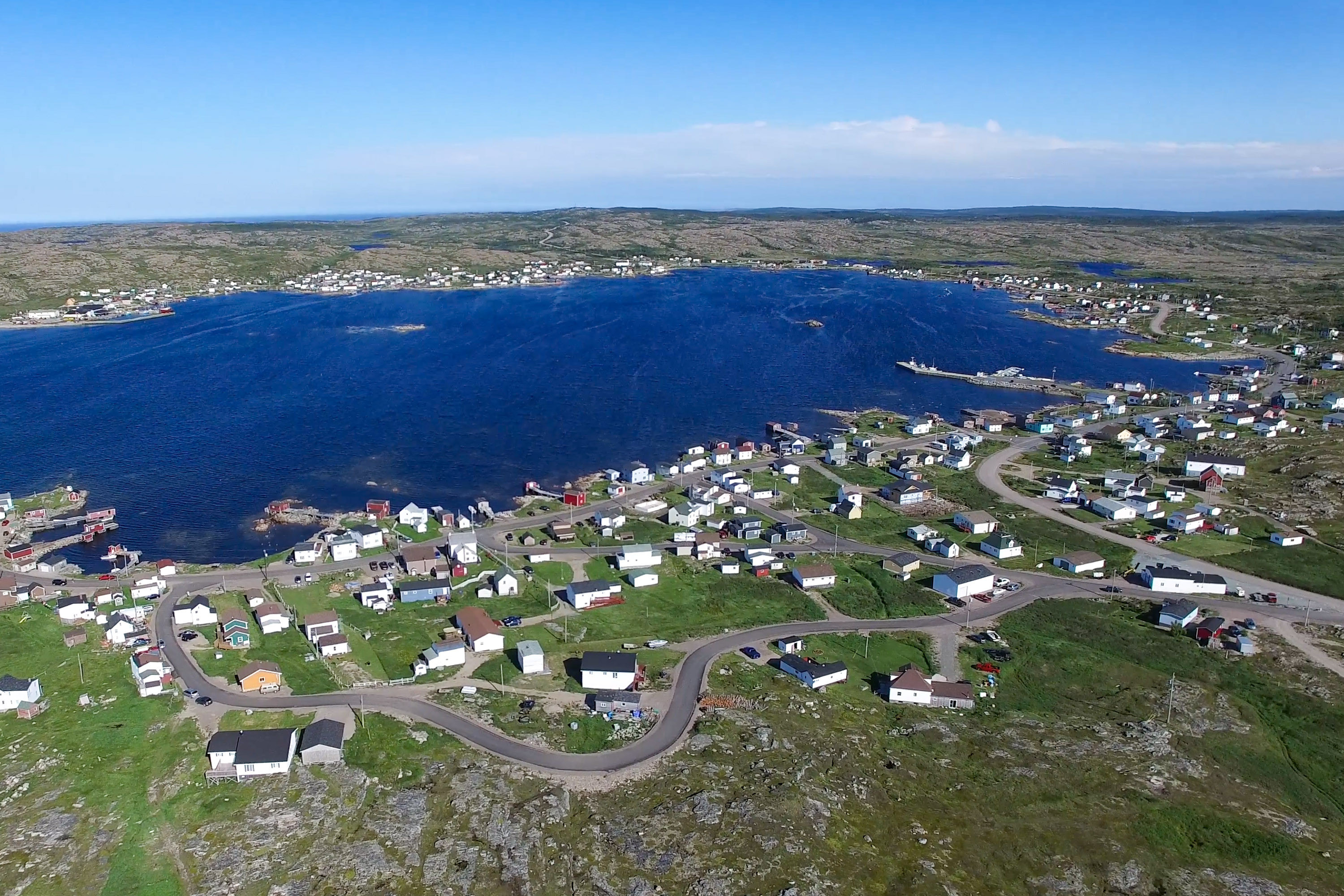
Luchtbeeld van het dorp Joe Batt's Arm
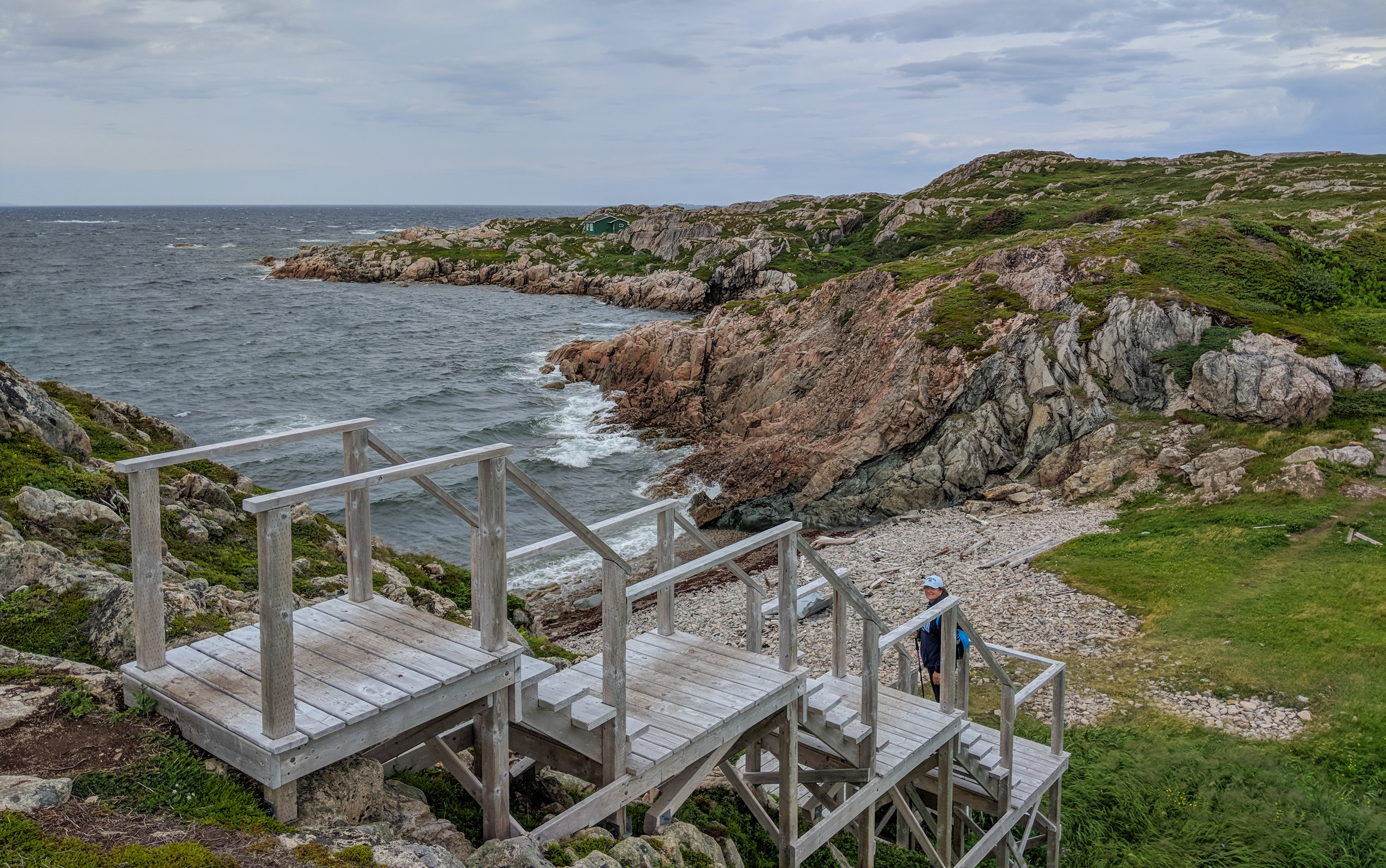
Wandelroute ten noordoosten van Joe Batt's Arm
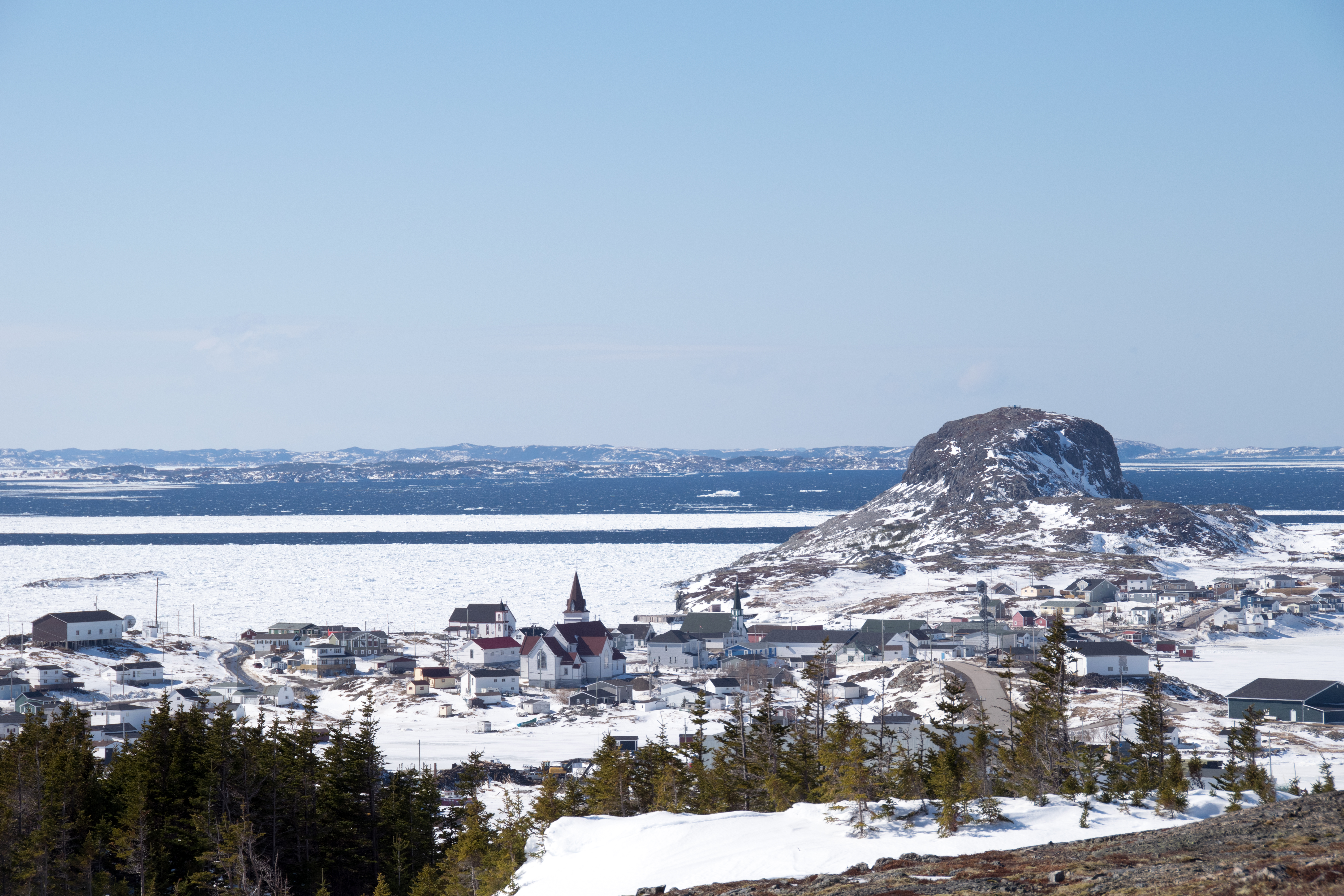
Zicht op het dorp Fogo en de berg Brimstone Head